# 井上庸
鈴木 庸（すずき よう、1981年7月12日 - ）は、日本の元プロボクサー。茨城県常陸太田市出身。第49代日本ウェルター級王者、第36代OPBF東洋太平洋同級王者。ヤマグチ土浦ボクシングジム所属。旧姓は、井上。

## 来歴
茨城県立水戸第一高等学校までは野球部所属。筑波大学進学後にボクシングを始め、4年次の12月にプロテスト合格。
卒業後の2004年4月2日、後楽園ホールでの和田直樹戦でデビュー。1回KO勝利。しかし、4戦目で飯塚ひろきに1回KO負け。
その後は連勝を続け、2009年7月9日、日本ウェルター級王座挑戦権を懸けて加藤壮次郎と対戦も、負傷判定で引き分け。
9月26日、ジャック・マカン（インドネシア）に判定勝利。
2010年4月3日、中川大資が持つ日本王座に挑戦するが、判定の末引き分けで王座獲得ならず。
2010年7月1日、インドネシアスーパーライト級王者スティービー・オンゲン・フェルディナンダスに判定勝利。
2010年12月6日、加藤が持つ日本王座と空位のOPBF王座を懸け1年5ヵ月ぶりに再戦し3-0の判定勝ちで日本王座の獲得に成功、OPBF王座の獲得にも成功した。
2011年4月11日、日本王座とOPBF王座の初防衛を懸け渡部あきのりと対戦するが、2回KO負けで日本王座から陥落すると共にOPBF王座からも陥落した。
2011年9月24日、森眞と再起戦を行うが、1回負傷で引き分け。

## 戦績
- 26戦 20勝 13KO 3敗 3分

## 獲得タイトル
- 第49代日本ウェルター級王座
- 第36代OPBF東洋太平洋ウェルター級王座